# Fondo FSI
Il Fondo FSI è una società di gestione di un fondo di investimento attiva nel mercato del capitale di rischio/capitale sociale operativa dal febbraio 2016. Il suo scopo è promuovere l’accesso delle eccellenze dell'imprenditoria italiana al mercato dei capitali tramite la private equity, cioè l'acquisto di partecipazione azionaria fuori dalla borsa.
FSI gestisce, attualmente, il fondo chiuso di private equity "FSI I" che, grazie alla raccolta di circa €1,4 miliardi di capitale, rappresenta il terzo maggiore fondo europeo interamente dedicato a un solo Paese e il primo in Italia nel settore di riferimento.
Al 2021, figura tra le 300 più grandi società di private equity al mondo secondo la Private Equity International.

## Storia
FSI nasce nel 2016 a seguito dello spin-off  da Fondo Strategico Italiano (ora denominato CDP Equity). 
Essa è focalizzata sul segmento mid-market in Italia. Nel 2018 la società ha raccolto circa 1,4 miliardi di euro da 22 investitori italiani e internazionali .

## Dati societari dirigenza
L'alta direzione è composta da Maurizio Tamagnini (Amministratore delegato), Barnaba Ravanne, Marco Tugnolo e Carlo Moser . Il Presidente del Consiglio di Amministrazione è Umberto della Sala.
FSI conta sulla collaborazione di sei partner industriali, che contribuiscono a sostenere operativamente e strategicamente le società partecipate: Carlo Bozotti, Alberto Frausin, Francesco Granata, Eugenio Razelli, Cristiana Ruella, Aldo Magnini e Michele Scannavini.

## Investitori
Il fondo FSI I, che al termine del periodo di sottoscrizione ha raccolto 1,386 miliardi di euro di capitale.
Gli investitori sono così distribuiti:
- Investitori istituzionali italiani – 40%;
- Assicurazioni – 22%;
- Fondi Sovrani – 16%;
- Banche – 12%;
- Investitori istituzionali esteri – 8%;
- Family office – 2%

## Investimenti
FSI ha completato, a partire da dicembre 2017, sei operazioni:
- Cedacri, società del settore fintech, operatore nel settore dei servizi di esternalizzazione IT per banche e istituzioni finanziarie con sede a Parma (dicembre 2017) [7];
- Adler Pelzer Group, attiva nello sviluppo e commercializzazione di componenti di isolamento termico e acustico per il settore automotive (aprile 2018) [8];
- Missoni, casa di moda fondata a Gallarate nel 1953[9];
- Lumson, azienda del settore cosmetico con sede a Capergnanica (agosto 2018) [10];
- Kedrion, azienda biofarmaceutica attiva nella produzione e distribuzione di farmaci plasma-derivati basata in provincia di Lucca (novembre 2019) [11].
- Lynx, azienda del settore dei servizi digitali per utilities, banche, assicurazioni e pubblica amministrazione.